# Бромфенак
Бромфенак — нестероидный противовоспалительный препарат (НПВП), продаваемый в США в виде офтальмологического раствора (торговые марки Prolensa и Bromday, предыдущая торговая марка, производство которой с тех пор прекращено — Xibrom) компанией ISTA Pharmaceuticals для кратковременного местного применения. Prolensa и Bromday представляют собой форму бромфенака для приема один раз в день, приём Xibrom разрешен два раза в день. В Европейском Союзе торговая марка — Yellox. Бромфенак показан для лечения воспаления глаз и боли после операции по удалению катаракты.

## Медицинское использование
Бромфенак показан для лечения послеоперационного воспаления глаз после удаления катаракты.
Было показано, что препарат уменьшает макулярный отек и толщину сетчатки (индикатор воспаления) и улучшает остроту зрения после операции.

## Противопоказания
Бромфенак противопоказан людям с побочными реакциями на НПВП, такими как астма или сыпь.

## Побочные эффекты
Глазные капли Бромфенак обычно хорошо переносятся. Сравнительно частыми побочными эффектами в клинических исследованиях были неприятные ощущения в глазах (0,5 % людей, эрозия роговицы роговицы легкой и средней степени тяжести (0,4 %), зуд в глазах (0,4 %), боль в глазах (0,3 %) и покраснение (0,3 %). О серьезных побочных эффектах, таких как перфорация роговицы, не сообщалось в процессе исследований, а только во время пострегистрационного периода менее чем у одного пациента из 1000.

## Взаимодействия
Систематических исследований взаимодействия не проводилось. Случаи взаимодействия с глазными каплями антибиотиков не известны. Уровни препарата в плазме крови во время терапии бромфенаком остаются очень низкими, поэтому взаимодействие с препаратами, принимаемыми перорально, маловероятно.

## Фармакология

### Механизм действия
В качестве НПВП бромфенак действует путем ингибирования синтеза простагландинов путем блокирования ферментов циклооксигеназы (ЦОГ). Он предпочтительно действует на ЦОГ-2 и обладает лишь низким сродством к ЦОГ-1.

### Фармакокинетика
Бромфенак хорошо всасывается через роговицу и достигает самых высоких концентраций во внутриглазной жидкости через 150—180 минут, при этом биологический период полувыведения составляет 1,4 часа, а высокие уровни препарата сохраняются в течение как минимум 12 часов. Он концентрируется главным образом в водянистой влаге и конъюнктиве и значительно меньше в хрусталике и стекловидном теле.
Концентрации в плазме крови были слишком низкими, чтобы их можно было измерить количественно. 99,8 % вещества связывается с белками плазмы. Ферментом, главным образом ответственным за метаболизм бромфенака, является CYP2C9, а метаболиты включают лактам и несколько конъюгированных соединений. 82 % выводится с мочой, 13 % — с калом.
Добавление атома брома к химической структуре бромфенака (галогенирование) увеличивает липофильность молекулы, улучшает проникновение в ткани глаза и снижает ее IC50 (концентрация препарата, необходимая для ингибирования активности фермента ЦОГ на 50 %), тем самым увеличивая его эффективность.

## Химия
Наряду с индометацином, диклофенаком и другими, бромфенак относится к группе НПВП уксусной кислоты. Он используется в форме бромфенака натрия · 1,5 H2O (номер CAS : 120638-55-3.), который растворим в воде, метаноле и водных основаниях, нерастворим в хлороформе и водных кислотах и плавится при температуре Шаблон:Convert/LoffAoffDbSoffTs в стадии разложения.

## История
Для офтальмологического применения бромфенак назначался более 20 000 000 раз во всем мире. В качестве глазных капель он доступен с 2000 года, начиная с Японии, где он продавался под названием Bronuck. Впервые он был одобрен FDA для использования в США в 2005 году и продавался под названием Ксибром для приема два раза в день. В октябре 2010 года Бромдей получил одобрение FDA как новый препарат для приема один раз в день. В 2013 году Проленса также была одобрена FDA. Глазные капли Бромфенак продаются в Европейском Союзе с 2011 года и доступны на мировых рынках по соглашениям с Bausch & Lomb, Croma-Pharma и другими компаниями.
Бромфенак ранее продавался в США компанией Wyeth-Ayerst в виде пероральной формы под названием Duract для кратковременного облегчения боли (менее 10 дней за раз). Он был выведен на рынок в июле 1997 г. и был отозван 22 июня 1998 г. после многочисленных сообщений о гепатотоксичности у пациентов, принимавших препарат дольше рекомендованного 10-дневного периода.